# Robert Samut
Robert Samut (* 12. Oktober 1869 in Floriana; † 26. Mai 1934 in Sliema) war ein maltesischer Mediziner, Arzt und Komponist. Er komponierte die Musik der Nationalhymne Maltas L-Innu Malti.

## Leben

### Herkunft und frühe Jahre
Schon in seiner Jugend zeigte Robert Samut musikalische Begabung und hatte vor, Musik zu studieren, doch sein Vater war damit nicht einverstanden, und so schlug Robert eine Laufbahn als Mediziner ein und trat damit in die Fußstapfen seiner beiden älteren Brüder, die bereits bekannte Ärzte waren. Seine musikalische Begabung zeigte sich auch darin, dass er virtuos Klavier spielte und mit angenehmer Tenorstimme sang, zudem malte er. Samut studierte Medizin an der Royal University of Malta und an der Edinburgh University, wo er promoviert wurde.

### Laufbahn als Arzt
Nach seiner Rückkehr aus Edinburgh wurde er zum Professor für Physiologie und Bakteriologie an der Royal University of Malta ernannt. Außerdem wurde er zum Facharzt für Pathologie am Central Civil Hospital in Floriana ernannt. 1897 trat er als Sanitätsleutnant dem King’s Own Malta Regiment bei. Er wurde 1900 zum Stabsarzt und 1909 zum Oberstabsarzt befördert.
Unmittelbar nach dem Erdbeben von Messina 1908 eilte er in die zerstörte Stadt, um Hilfe zu leisten. Hierfür wurde er vom König von Italien Viktor Emanuel III. zum Cavaliere Ufficiale della Corona d’Italia (Ritter der Krone von Italien) ernannt. Während des Ersten Weltkriegs wurde er 1915 mit seinem Regiment nach Zypern versetzt, wo er das Kommando über das Forest Military Hospital in Limassol erhielt. Für seine Arbeit dort erhielt er die General Service Medal. Im gleichen Jahr starb sein älterer Bruder Carmelo Samut, und Robert Samut wurde zusätzlich zu den beiden bereits erhaltenen Positionen zum Professor für Anatomie und Pathologie an der Royal University of Malta ernannt. Es war diese Position, die schließlich seinen Tod verursachen sollte: Er war gebeten worden, eine Autopsie an einer Frau durchzuführen, die an einer seltsamen Krankheit gestorben war und aus einem unbekannten Grund infiziert worden war.

### Entstehung der Nationalhymne
Während seiner Zeit in Edinburgh war Robert Samut einmal gebeten worden, die maltesische Hymne zu singen, und die Tatsache, dass Malta keine hatte, veranlasste ihn, dies zu ändern. Er machte einige einfache Notizen und vergaß sie aufgrund des Arbeitsdrucks. Eines Tages in den frühen 1920er Jahren bat ihn Albert Laferla, der Direktor der Grundschule, eine Hymne für Schulkinder zu komponieren. Samut erinnerte sich an seine Notizen und komponierte auf dieser Grundlage die heutige Melodie der Hymne. Laferla brachte die Musik dann zum Nationaldichter Dun Karm Psaila, der die Verse dazu schrieb. Es wird berichtet, dass Dun Karm gesagt habe, dies sei nicht die übliche Vorgehensweise, da normalerweise die Musik zu den Versen komponiert würde und nicht umgekehrt. Die Hymne wurde anschließend den Menschen in Malta gewidmet.
1922 wurde Robert Samut zum Oberfeldarzt befördert, aber inzwischen machte sich die Wirkung des Krankheitserregers bemerkbar, den er sich bei der Autopsie zugezogen hatte, und sein Gesundheitszustand verschlechterte sich. Er wurde berufsunfähig und litt bis zu seinem Tod an der Krankheit. Am 3. Februar 1923 wurde L-Innu Malti zum ersten Mal öffentlich während eines Konzerts im Teatru Manoel gespielt.
Einige Jahre lang wurde die Hymne nur während der Feierlichkeiten am 8. September gespielt. 1936 beauftragte der King’s Own Band Club den Verleger Ciappara mit der Erarbeitung einer Partitur für die Blaskapelle und spielte die Hymne am 8. September desselben Jahres. Andere Blaskapellen folgten bald ihrem Beispiel. 1938 erschien eine englische Übersetzung von Miss M. Butcher.

### Letzte Lebensjahre und Tod
Robert Samut aber sollte das Gedeihen seiner Musik nicht mehr erleben. Er reiste nach Australien in der Hoffnung, dass eine lange Seereise seiner Gesundheit zugutekommen könnte, aber dies erwies sich als das Gegenteil. So kehrte er nach einem kurzen Aufenthalt in jener Kolonie nach Malta zurück und lebte einige Jahre bei einer seiner Töchter in Sliema.
Er starb im Alter von 64 Jahren und wurde in der Portelli-Kapelle auf dem Addolorata-Friedhof beigesetzt.